# Бежука
Бежука, или обыкновенная попугайная змея (лат. Leptophis ahaetulla) — неядовитая змея семейства ужеобразных.

## Описание
Общая длина варьирует от 1,5 до 2,2 м. Голова продолговатая узкая, туловище стройное с килеватой чешуёй. Окраска ярко-зелёная, бывает с чёрной полосой, проходящей через глаз, иногда без неё. Боковые стороны могут быть жёлтыми или коричневыми. В раздражённом состоянии широко раскрывает пасть.

## Распространение
Живёт в тропиках Центральной Америки и на большей части Южной Америки.

## Образ жизни
Предпочитает влажные и сухие тропические леса. Практически всю жизнь проводит на деревьях или кустарниках. Встречается на высоте до 1680 м над уровнем моря. Питается ящерицами, птицами и мелкими млекопитающими.
Это яйцекладущая змея.